# Колударц
Колударц је ненасељено острво у хрватском делу Јадранског мора. Налази се у Кварнеском заливу, тачније у акваторији око острва Лошињ и Уније, коју чини група од 17 острва, остваца и хриди. Колударц је трећи по величини иза Велих Орјула и острва Свети Петар.
Колударац лежи непосредно уз западну обалу острва Лошиња пред улазом у залив Лука Мали Лошињ, у који воде два прилаза: јужни, Пролаз Мост, којег локални становници зову Лажни пролаз, јер је веома литак и омогућава пролазак само мањих пловила (дубок је 1,2 м а широк 10 метара и северни који се протеже измађу ртова Криж на Колударцу и ртом Торунза на острву Лошињ (Прави прилаз). Дубина то пролаза је од 17 до 20 метара. Површина острва на је 0,784 km². Дужина обалеске линије је 4,89 км, а највиши врх је висок 53 метра.
У заливу се на западној страни острвца налазе рушевине хабсбуршке виле, наиме на острву је после Другог светског рата летовао Едвард Кардељ, који је организовао изградњу водовода на Колударцу, прикључујући га са цреско-лошињским водоводним системом који црпи воду из Вранског језера на острву Цресу.
На западној страни Колударца налази се остврце Муртар од којег га дели око 0,3 км широк и до 2,5 метара дубок пролаз, који се уз западну обалу Колударца, проширује у сигурно сидриште за пловина дубоко до 8 метара.
Из поморске карте се види да се на рту Криж налази зелени светионик, који служи сигурном упловљавању у Луку Мали Лошињ. Светионик шаље светлосни сигнал:Z Bl 3s, а његов домет је 3 миље.

## Референца
1. 1 2  Duplančić Leder, T.; Ujević, T.; Čala, M. (2004): Duljine obalne crte i površine otoka na hrvatskom dijelu Jadranskog mora određene s topografskih karata mjerila 1:25 000, Geoadria, Vol. 9, No. 1, 5-32., Приступљено 9. 4. 2013.